# Parker Young
Parker Young (né le 16 août 1988) est un acteur américain. Il est connu pour son rôle de Ryan Shay de la série ABC Suburgatory. Il a été mannequin pour les marques Tommy Hilfiger et Calvin Klein. Parker Young a tenu le rôle de Randy Hill dans la série Enlisted.

## Biographie
Parker Young est né à Tucson, dans l’Arizona, de Karl et Zarina Young. C’est l’aîné de trois enfants. Il a un frère Nelson et une sœur Alexis. Il a été scolarisé à la Catalina Foothills High School où il a été capitaine de football,. Il commence à présenter un certain attrait pour le théâtre dès le lycée. Après avoir reçu son diplôme et avoir hésité à s'inscrire à l'université Pepperdine, Young déménage à Los Angeles pour suivre une carrière d'acteur.
Il a fait ses débuts dans la série Suburgatory en tant que Ryan Shay, un footballeur un peu bête. En 2013, Young décroche le rôle principal dans la série Enlisted de la Fox Broadcasting Company, une série militaire comique.
En 2015, il rejoint la distribution d'Arrow dans le rôle du consultant politique de Oliver Queen dans la saison 4.
En 2017, il prend les traits de Richard Evans dans la série Imposters diffusée sur Bravo.

## Filmographie
| Année     | Titre                                  | Rôle               | Notes                            |
| --------- | -------------------------------------- | ------------------ | -------------------------------- |
| 2008      | Des jours et des vies                  | Livreur            |                                  |
| 2008      | Gingerdead Man 2: Passion of the Crust | Cornelius          |                                  |
| 2009      | Nightfall                              | Jamie Parker       |                                  |
| 2010      | Killer Reality                         | Ross               | Personnage principal             |
| 2010      | Cupid's Arrow                          | Tony               |                                  |
| 2010      | Big Time Rush                          | Travis             | Épisode Big Time Break           |
| 2010      | Championnes à tout prix                | Hunk #1            | Épisode Party Gone Out of Bounds |
| 2011      | Tainted Rose                           | Anthony            |                                  |
| 2011      | Les Experts : Manhattan                | Thad Wolff         | Épisode Get Me Out of Here!      |
| 2011–2014 | Suburgatory                            | Ryan Shay          | Rôle récurrent                   |
| 2012      | Mad Men                                | Jim Hanson         | Épisode Signal 30                |
| 2012      | Jane by Design                         | Aiden Chase        | Épisode The Celebrity            |
| 2012      | The Choice                             | Lui-même           |                                  |
| 2014      | Enlisted                               | Private Randy Hill | Rôle principal                   |
| 2015      | 4th Man Out                            | Chris              |                                  |
| 2015-2016 | Arrow                                  | Alex Davis         | Saison 4                         |
| 2017      | Imposters                              | Richard Evans      | Rôle principal                   |
| 2018      | I Feel Bad                             | Damon Paul         | 2 épisodes                       |
| 2020      | A Million Little Things                | Miles              | 3 épisodes                       |
| 2021      | United States of Al                    | Riley              | rôle principal                   |